# 议会

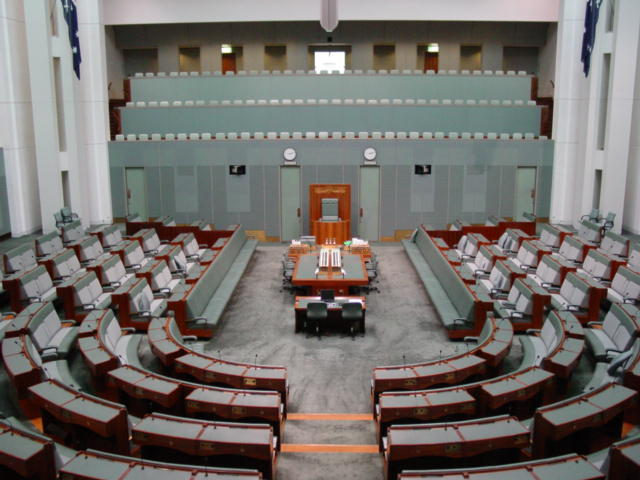
澳大利亚众议院会议厅

议会是立法机关的一種型態，由人民中選出一定數量的代表者組成以執行立法權；這些代表者稱為議員，可以透過直接选举或间接选举產生、也可能是委任的。議會常用來指稱民主國家的立法機關，由於其運作內容很大部分來自人民的意向，因此亦被稱為「民意機關」；而國家層級的議會，被稱為「國家議會」或「國民議會」，簡稱「國會」。依據國家所在地的不同，也會出現不同的名稱，如「人民會議」等，但基本上是同樣的意思。
現代民主国家的议会一般都以歷史最悠久的英国國會作为典範，英國是第一個君主立憲議會制國家，奉行兩院制。議會的工作與職責，通常是依法聽取民意，並代表人民對政府提出質詢、為人民監督政府施政、通過法律、審查政府預算等。由於議會必須擔負監督政府的責任，因此有些國家的議會也享有全部或部分的監察權。而國家下轄的各地方，通常也都設有地方議會以制衡地方政府的權力，如臺灣的臺北市議會就負責監督臺北市政府的運作。
虽然议会普遍被視為民主國家體系的一環，但部分非民主国家也有橡皮圖章或者政治花瓶般的议会。当今世界，议会承受着来自公众的前所未有的监察和压力，在国家政治生活中扮演越发重要的角色。

## 歷史
从历史渊源来看，有记载的许多原始或游牧部落有頭目或酋长集会，来商讨关系到整个部落或部落群的问题，如蒙古人的庫利爾臺大會。
在一些古希腊城邦（如雅典）和罗马共和国也存在类似议会的机构（元老院）。罗马帝国覆灭后在欧洲许多地区保留了由酋长议会延演而来的贵族议会和地方议会。在欧洲的一些城市中形成了由工會成員及商人、律師、教授等中產階級组成的市议会。这些议会就其成员的来源、权利、义务来说虽然与今天的议会有很大的差别，但就其历史渊源来说可以被看做今天议会的前身。議會的維持成為對絕對君權的制衡，為日後的君主立憲打下基礎。

## 運作
議會作為立法機關，通常具有一定基礎的政治權力，但也有一些议会的权力较少，如欧洲议会在其初期基本上没有任何政治权力，是隨著歐盟成立和建立超國家體系才增加權力。
國會內一般分為執政黨及反對黨，在正常情況下，前者是輔助支持中央政府施政，協助推動中央政府推出的政策等，通常作出對中央政府有利的發言辯論及投贊成票，期望順利通過所有議案、法案，後者則反之，甚至以任何形式對抗；所以不論前者或後者在議會內的議員人數都非常重要。執政黨希望同黨籍的議員在議會裡佔多數，以讓本黨的政策能夠順利獲得議會的決議批准；反對黨希望同黨籍的議員佔多數的理由則是能夠以此阻止執政黨的提議得到議會的支持。
國會的首長稱為「議長」，之下有「副議長」，其下還會設置各委員會的「主席」、「理事長」、「執行長」、「主任委員」、「總召集人」、「副召集人」等之類的官職，都是由議員互相推選或輪流擔任；通常只有「幹事長」、「總幹事」、「秘書長」、「主任秘書」等之類是由內閣委任來議會處理事務的官員，不是民意代表，所以沒有發言、投票或裁決權，只有審批文件的權限。國會大廈的建築規模，通常代表著議會的權威和尊嚴，象徵主權在民和議會至上。部分國家設有藐視議會罪，如美國的藐視國會，以彰顯議會的尊嚴，然國會並非司法機關，依照三權分立制衡之原則，國會不可直接對當事人裁罰，仍需交由司法機關作最後裁判。
另外，議會人數通常固定但也可以變動，以免過多時付出過大的議員成本、過少時影響審查法案的品質，國家政策容易受政府官員控制。

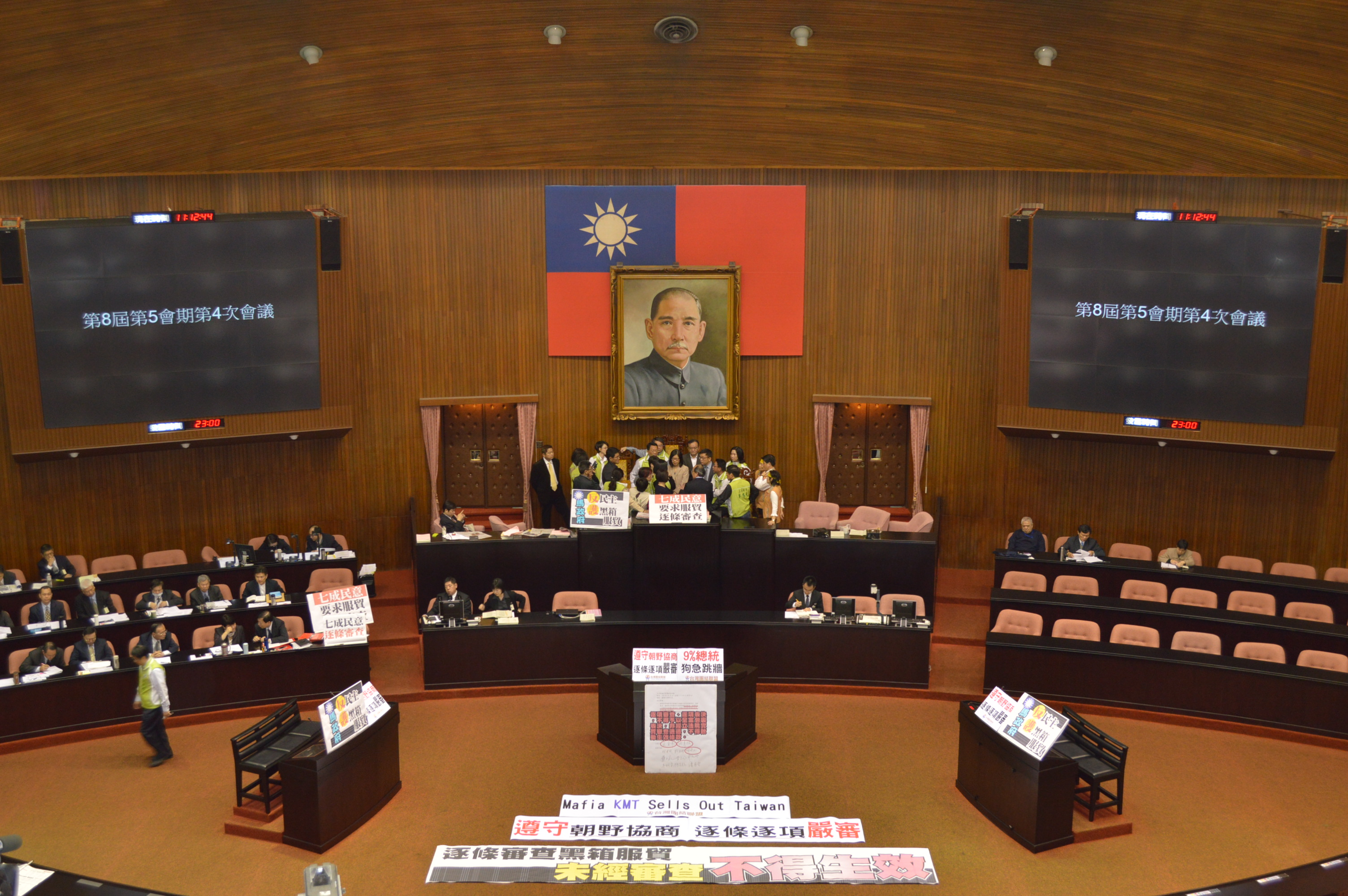
此為中華民國立法院於2014年3月18日太陽花學運佔領立法院前夕，民主進步黨黨團的立法委員攻佔主席臺，對中國國民黨黨團的服貿提案進行強烈抗議。

現代民主議會中的議員常因不同政黨的黨團間意見分歧、對法案及政策正當性之質疑，或其他政治因素而產生肢體或言語上的互相攻擊，稱為議會暴力。議會暴力亦可能因議員個人的憤怒情感或工作上的巨大壓力而爆發。雖然有損議會的形象和威嚴，但此一現象在世界各地都常有發生。